# Dallas
Dallas ou, na sua forma lusitana, Dalas é uma cidade nos Estados Unidos, no estado do Texas. É a cidade mais populosa do Dallas/Fort Worth Metroplex, que é a quarta área metropolitana mais populosa do país. A população da cidade ocupa o nono lugar nos Estados Unidos e o terceiro no Texas, depois de Houston e San Antonio. A proeminência da cidade surgiu de sua importância histórica como um centro para as indústrias do petróleo e do algodão e por sua posição ao longo de várias linhas ferroviárias. A maior parte da cidade está no Condado de Dallas, do qual é sede; no entanto, seções da cidade estão localizadas nos condados de Collin, Denton, Kaufman e Rockwall. De acordo com o Censo dos Estados Unidos de 2020, a cidade possui mais de 1,3 milhão de habitantes.
Dallas é uma das cidades de mais rápido crescimento nos Estados Unidos. De 2010 a 2016, ela registrou a maior migração doméstica líquida no país, com um excedente de 300 000 pessoas. No geral, a área metropolitana de Dallas-Fort Worth teve o segundo maior aumento de população entre as áreas metropolitanas no país, que registraram uma população de 7 233 323 habitantes em 1 de julho de 2016, um aumento de 807 000 pessoas desde o recenseamento de 2010. Localizada no norte do Texas, Dallas é o principal núcleo da maior área metropolitana do Sul e a maior área metropolitana interna dos Estados Unidos, ou seja, que não possui nenhuma ligação navegável para o mar.
Dallas e Fort Worth desenvolveram-se devido à construção de grandes linhas ferroviárias através da região, o que permitiu o criação de plantações de algodão, criação de gado e, mais tarde, a exploração do petróleo no norte e no leste do Texas. A construção do sistema de rodovias interestaduais reforçou a proeminência de Dallas como um centro de transporte, sendo que quatro principais rodovias interestaduais convergentes na cidade. Dallas desenvolveu-se como um forte centro industrial e financeiro e um importante porto continental, devido à convergência de ferrovias, rodovias e à construção do Aeroporto Internacional de Dallas/Fort Worth, um dos maiores e mais movimentados aeroportos do mundo.

## História

### Séculos XVIII e XIX
Nativos indígenas caddo viviam na região anos antes da chegada dos primeiros europeus. Os caddos, pertencentes ao grupo sociocultural indígena dos astecas, eram nômades, e viviam primariamente da pesca e da caça. O primeiro europeu a explorar a região onde atualmente a cidade de Dallas está localizada foi Athanase de Mézières, em 1778. De Mézières, um explorador francês a serviço da Coroa espanhola, provavelmente atravessou o West Fork do Rio Trinity, próximo da atual cidade de Fort Worth. De Mézières então prosseguiu em direção ao norte, para o rio Red.
A cidade de Dallas foi fundada por um advogado, John Neely Bryan, em 1841, após este ter explorado a região em 1839. Bryan também observou que diversas estradas indígenas cruzavam-se em um dos poucos cruzamentos fluviais naturais do rio Trinity - onde o rio era raso o suficiente para permitir a passagem de veículos a tração, cavalos e pessoas, ao menos durante certa parte do ano - por várias centenas de quilómetros. Esta passagem tornou-se conhecida como Bryan's Bluff, e era uma barreira quase intransponível de barro e água durante o final do outono até o início da primavera. De qualquer maneira, esta região do rio tornou-se estrategicamente importante, por ser um cruzamento natural cujo leito era formado por solo duro. Este cruzamento tornou-se eventualmente uma peça-chave da rota norte-sul mais usada na República do Texas, entre os assentamentos texanos ao sul e os Estados Unidos em expansão ao norte. Esta rota, bem como o cruzamento natural, tornou-se ainda mais importante quando os Estados Unidos anexaram o Texas em 1845.[carece de fontes?]

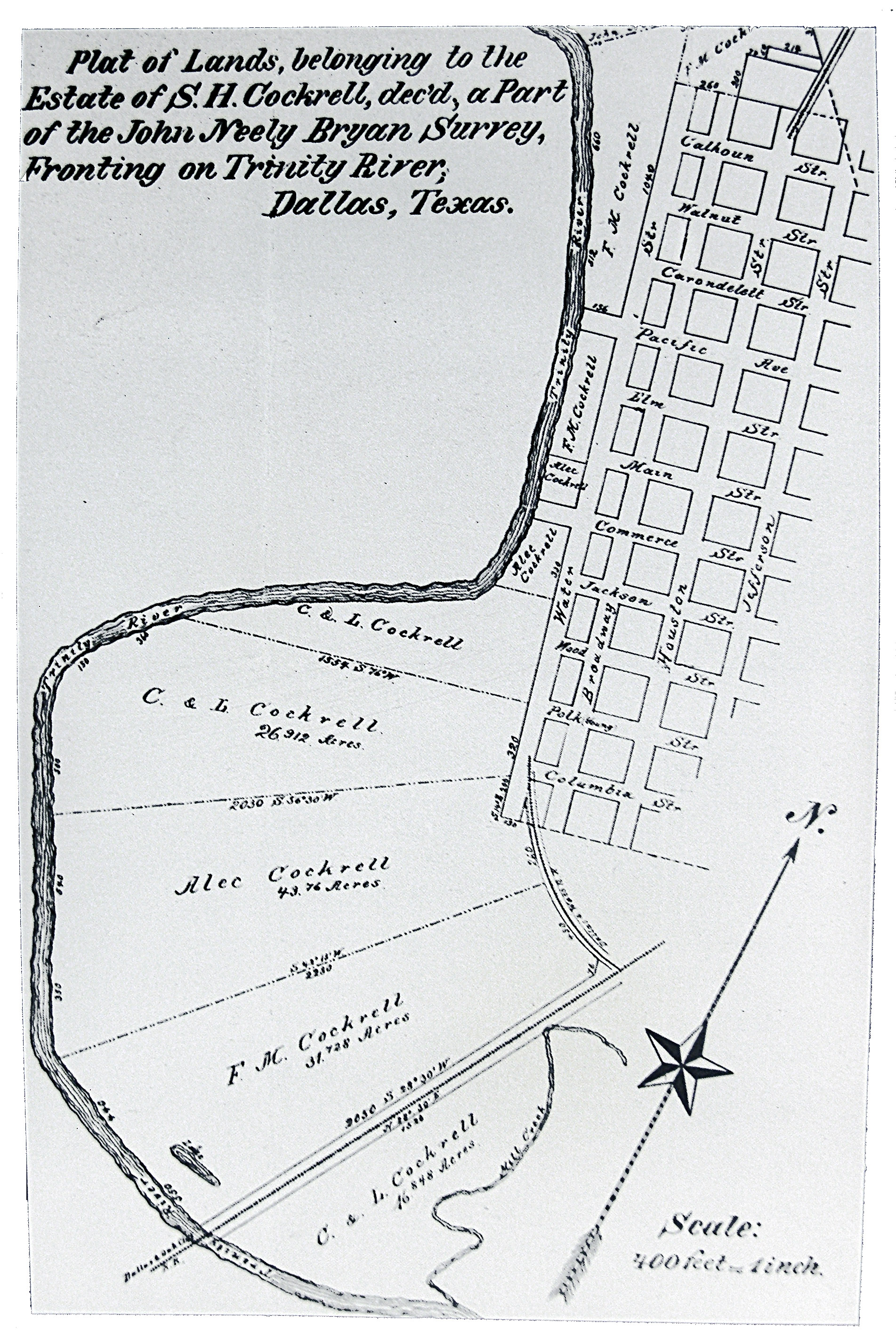
Mapa do centro de Dallas em 1871.

John Neely Bryan inicialmente construiu uma casa à beira do rio Trinity, e reivindicou cerca de 260 hectares de terra, em 1841. O governo americano cedeu as terras da região a Bryan. Este começaria então a dividir estas terras em lotes, e a vender estes lotes para novos assentadores. Bryan também planeou vários detalhes da infraestrutura geral da futura cidade, tais como o sistema de vias públicas (ruas e estradas). Durante as próximas duas décadas, centenas de imigrantes europeus instalariam-se na região. Estes imigrantes eram primariamente franceses, belgas e suíços.[carece de fontes?]
O Condado de Dallas foi formado em 1846, e tanto o condado quanto o assentamento criado por Bryan foram provavelmente nomeados em homenagem a George Mifflin Dallas, que foi o 11º vice-presidente dos Estados Unidos à época. A origem do nome do condado e da cidade de Dallas, porém, é motivo de discussão. Bryan, o fundador do assentamento de Dallas, disse que a cidade e o condado foram nomeados "em homenagem ao meu amigo Dallas". Dallas era assim chamada pelos seus habitantes desde 1843, e existem quatro teorias sobre a origem do nome da cidade e do condado: nomeados em homenagem a George Mifflin Dallas; nomeados em homenagem a Alexander James Dallas, um Almirante que foi o secretário do Tesouro dos Estados Unidos; nomeados em homenagem a um amigo do filho de Bryan, o filho deste depois diria que seu pai disse que ele tinha nomeado a cidade "em homenagem ao meu amigo Dallas" (uma pessoa cuja identidade é desconhecida); a cidade foi nomeada em uma votação pelos habitantes da cidade, com o condado sendo nomeado com o mesmo nome de sua capital.[carece de fontes?]
Em 1855, um grupo de artistas europeus criaram uma comunidade utópica a oeste de Dallas. Esta comunidade chamava-se La Reunion. Quando esta comunidade colapso em 1857, muitos dos artistas mudaram-se para Dallas, onde estes artistas instalaram a base da cultura artística que existe até hoje no bairro de Deep Ellum, próximo ao centro financeiro da cidade. Dallas foi elevada à categoria de cidade secundária (town) em 1856. Porém, a pequena cidade seria um lugar de menor importância até o fim da Guerra Civil Americana. Esta teve início em 1861, e Dallas tornou-se um acampamento militar dos Estados Confederados da América.[carece de fontes?]
O grande crescimento económico que impulsaria um grande crescimento populacional da cidade começou na década de 1870. Em 1870, várias ferrovias estavam sendo construídas próximas à região. Porém, estas ferrovias não cruzavam a cidade propriamente dita. Os líderes da cidade não tinham a intenção de deixar Dallas fora de uma malha ferroviária, e pagaram à Houston and Central Texas Railroad cinco mil dólares para que esta desviasse o percurso da ferrovia cerca de 32 km em direção ao oeste, e assim, permitir que esta linha ferroviária norte-sul cortasse a cidade, ao invés de Corsicana, como anteriormente era o planeado. Um ano depois, os líderes de Dallas não puderam pagar à Texas and Pacific Railroad, mas forçaram esta companhia ferroviária a construir sua linha ferroviária, que cortava o Estado em um sentido leste-oeste, na cidade, através do uso de emenda em uma lei estatal, que obrigava a companhia a construir a ferrovia ao longo de Browder Springs, localizada imediatamente ao sul da Main Street de Dallas. A principal ferrovia norte-sul e a principal ferrovia leste-oeste cruzaram-se em Dallas em 1873, e assim, asseguraram o futuro de Dallas como um centro comercial.
Em 1871, Dallas foi elevada à categoria de cidade primária (city). Ao longo da década de 1870, duas linhas ferroviárias - a Houston and Texas Central Railway e a Texas and Pacific Railway - foram construídas no Estado. Estas ferrovias eventualmente passaram a conectar Dallas com o resto do Estado e do país. Companhias passaram a vender equipamentos agro-pecuárias na região para fazendeiros locais. Estes passaram a enviar seus produtos através do uso do terminal cargueiro da cidade. Dallas rapidamente prosperou. Em 1890, a cidade tinha cerca de 38 mil habitantes, e era então a maior cidade do Estado.[carece de fontes?]

### Século XX

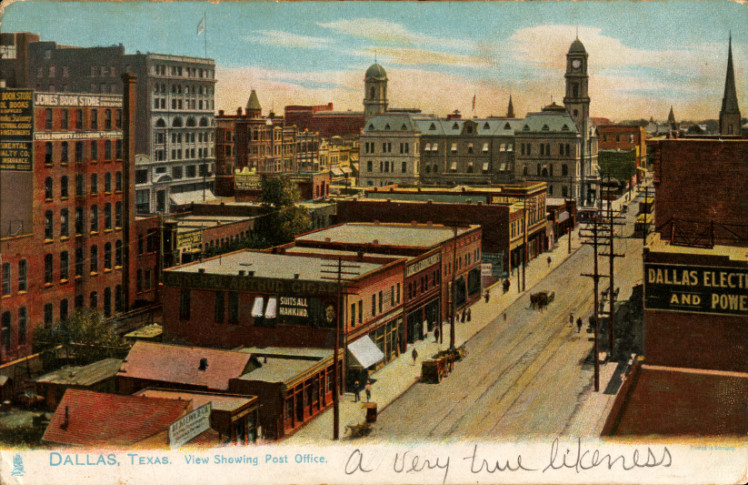
Dallas no início do século XX.

Em 1930, a população da cidade havia crescido para 260 mil habitantes, embora Dallas perdera então seu posto de maior cidade do Texas para Houston. Dallas passou a industrializar-se a partir da década de 1930, com a descoberta de diversos poços de petróleo, a cerca de 160 quilómetros da cidade. A Grande Depressão pouco afretou a economia e o padrão de vida da população urbana da cidade, graças ao contínuo processamento e distribuição de petróleos da cidade para outras regiões. Em 1940, Dallas tinha cerca de 295 mil habitantes. O início da Segunda Guerra Mundial aumentou o processo de industrialização de Dallas, e na cidade foram instalados vários centros de fabrico de aviões militares, armas em geral e outros suprimentos. Após o fim da guerra, Dallas tornou-se um grande polo industrial, e várias fábricas instalaram-se na cidade durante as próximas décadas.[carece de fontes?]
Em 22 de novembro de 1963, o presidente americano John F. Kennedy foi assassinado em Dealey Plaza, Dallas. No mesmo dia, o então vice-presidente do Estados Unidos, Lyndon B. Johnson, tornou-se presidente do país, sendo que sua simples cerimonia de inauguração fora feita a bordo do avião presidencial. A pedido de Johnson, a cerimonia foi feita dentro do avião, e com as janelas da aeronave fechadas, pois Johnson temeu ser também o alvo de uma tentativa de assassinato.[carece de fontes?]
Em 1970, Dallas tinha cerca de 844 mil habitantes. Em 1974, o Aeroporto Internacional de Dallas-Fort Worth foi inaugurado. Este aeroporto eventualmente foi escolhido como um centro aeroportuário primário de operações pela American Airlines. Atualmente este aeroporto é o sexto mais movimentado do mundo. Em 3 de setembro de 2005, 25 mil habitantes de Nova Orleães foram evacuadas para Dallas. Nova Orleães fora atingida pelo furacão Katrina alguns dias antes.[carece de fontes?]
O Registro Nacional de Lugares Históricos lista 126 marcos históricos em Dallas, dos quais dois são Marcos Históricos Nacionais, incluindo o Distrito Histórico de Dealey Plaza. O primeiro marco foi designado em 28 de março de 1974 e o mais recente em 25 de maio de 2021, o Wedgwood Apartments.

## Geografia

Imagem de satélite de Dallas-Fort Worth em 1984 e 2009.

Dallas possui uma área total de 993,1 km², dos quais 879,5 km² é constituída por terra firme e 113,6 km² (11,4%) é coberta por corpos d'água. A região metropolitana de Dallas está localizada em uma região cujo terreno é pouco acidentado, a uma altitude de cerca de 140 a 170 metros. O rio Trinity corta a cidade, em um sentido noroeste - sudeste, correndo em direção a Houston, e passando pelo centro financeiro de Dallas. O rio, ao longo do seu percurso em Dallas, é cercada por diques de 15 metros de altura, que impedem que possíveis enchentes do rio inundem a cidade. Outro grande corpo de água na cidade é o lago White Rock. O lago, bem como um parque de 27 hectarees de área localizado nas suas imediações, é um dos principais pontos de recreação da cidade.[carece de fontes?]
A prefeitura de Dallas administra 406 parques, que possuem no total 21 mil acre (8,5 mil hectares) de área verde; 17 pequenos lagos, que possuem no total 4,4 mil acres (1,78 mil hectares) de área; 61,6 milhas (99 km) de trilhas para ciclistas e jogging; 47 centros comunitários; 276 campos desportivos; 60 piscinas; 232 playgrounds (recreios); 173 campos de basquetebol; 112 campos de voleibol; 258 campos de ténis; 258 áreas de piqueniques; seis campos de golfe; dois campos de treino de golfe; 100 acres (0,4 km²) de zoológico; o Fair Park, um complexo recreativo e educacional de 260 acres (1 km²) de área; e 477 campos de atletismo.[carece de fontes?]

### Clima
Dallas possui um clima subtropical úmido, possuindo invernos relativamente amenos e verões quentes. Eventualmente, frentes frias vindas do Canadá podem fazer com que a temperatura da cidade caia abaixo de 0 ºC. Por vezes, neva na cidade, embora isto seja uma ocorrência relativamente rara. A temperatura média de Dallas no inverno é de 7 °C, a médias das mínimas é de 2 °C e a média das máximas é de 13 °C. Mínimas podem alcançar até -18 °C (embora muito raramente caiam abaixo de -5 °C), Máximas podem alcançar até 20 °C. A temperatura mais baixa já registrada em Dallas foi -17 °C, em 1989. A temperatura mais alta já registrada no inverno da cidade foi de 35 °C, em 1996.[carece de fontes?]

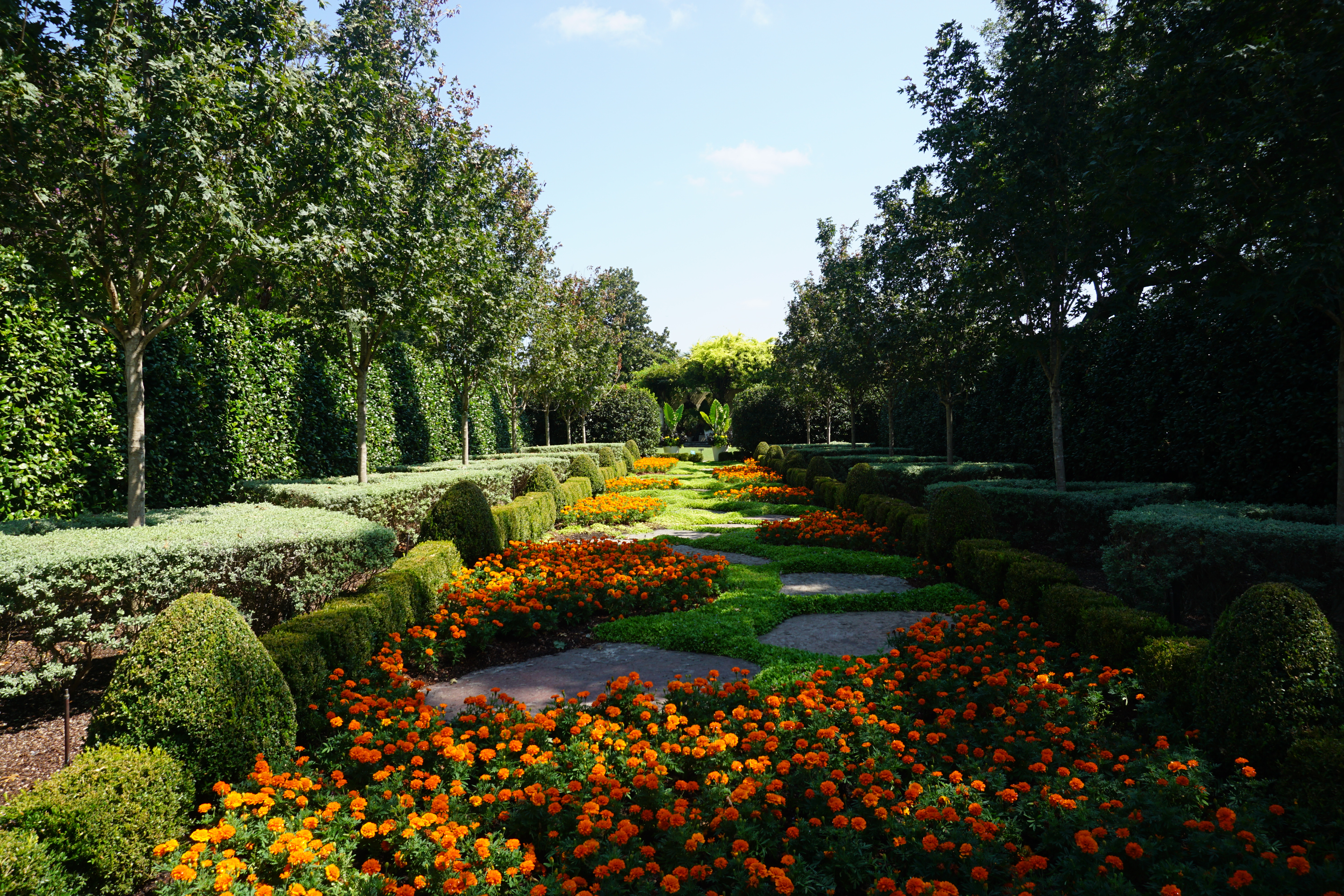
Jardim Botânico de Dallas.

As primaveras e os outonos de Dallas são amenos, com temperaturas moderadas. No verão, Dallas possui uma temperatura média de 32 °C. As mínimas da cidade dificilmente caem abaixo de 20 °C. A média das mínimas é de 23 °C. A média das máximas da cidade variam entre 25 °C e 40 °C, com uma média de 34 °C. A temperatura mais alta já registrada em Dallas foi de 46 °C, em 1909, sendo que em 2000 atingiu os 44 °C. A menor temperatura registrada na cidade no verão foi de 4 °C, em Setembro de 1908.[carece de fontes?]
O tempo em Dallas é instável, devido à sua localização geográfica, no leste do Texas, que possui um terreno pouco acidentado, com poucos obstáculos naturais, que permitem o rápido movimento de grandes massas de ar vindas do norte e do sul. Em certos casos, mudanças drásticas no tempo da cidade ocorrem, como quedas ou aumento súbito da temperatura ou uma tempestade repentina. Uma frase comum na cidade é if you don't like the weather, wait a little while and it'll change (se você não gosta do tempo, espere um pouco, e o tempo logo mudará).[carece de fontes?]
A taxa de precipitação média anual de chuva na cidade é de 95 centímetros. A estação mais húmida do ano na cidade é a primavera (primariamente entre Abril e Junho (30 centímetros durante este período), com o outono registrando aproximadamente 25 centímetros. Os períodos de estiagem são o verão e o inverno, que registram menos de 20 centímetros cada. Dallas está localizado próximo ao sul de uma região venerável à tornados e grandes tempestades, no centro-sul dos Estados Unidos. Na primavera, frentes frias vindas do Canadá colidem com frentes quentes vindas do Golfo do México. Quando estas frentes encontram-se em Dallas, tempestades severas ocorrem.[carece de fontes?]
| Dados climatológicos para Dallas (1981-2010)                 | Dados climatológicos para Dallas (1981-2010) | Dados climatológicos para Dallas (1981-2010) | Dados climatológicos para Dallas (1981-2010) | Dados climatológicos para Dallas (1981-2010) | Dados climatológicos para Dallas (1981-2010) | Dados climatológicos para Dallas (1981-2010) | Dados climatológicos para Dallas (1981-2010) | Dados climatológicos para Dallas (1981-2010) | Dados climatológicos para Dallas (1981-2010) | Dados climatológicos para Dallas (1981-2010) | Dados climatológicos para Dallas (1981-2010) | Dados climatológicos para Dallas (1981-2010) | Dados climatológicos para Dallas (1981-2010) |
| Mês                                                          | Jan                                          | Fev                                          | Mar                                          | Abr                                          | Mai                                          | Jun                                          | Jul                                          | Ago                                          | Set                                          | Out                                          | Nov                                          | Dez                                          | Ano                                          |
| ------------------------------------------------------------ | -------------------------------------------- | -------------------------------------------- | -------------------------------------------- | -------------------------------------------- | -------------------------------------------- | -------------------------------------------- | -------------------------------------------- | -------------------------------------------- | -------------------------------------------- | -------------------------------------------- | -------------------------------------------- | -------------------------------------------- | -------------------------------------------- |
| Temperatura máxima recorde (°C)                              | 31                                           | 35                                           | 36                                           | 38                                           | 39                                           | 44                                           | 44                                           | 44                                           | 43                                           | 38                                           | 32                                           | 32                                           | 44                                           |
| Temperatura máxima média (°C)                                | 13,8                                         | 16                                           | 20,4                                         | 24,8                                         | 29                                           | 33,1                                         | 35,6                                         | 35,8                                         | 31,5                                         | 25,8                                         | 19,5                                         | 14,2                                         | 24,9                                         |
| Temperatura mínima média (°C)                                | 2,9                                          | 5,1                                          | 9,2                                          | 13,4                                         | 18,6                                         | 22,7                                         | 24,8                                         | 24,9                                         | 20,6                                         | 14,6                                         | 8,7                                          | 3,6                                          | 14,1                                         |
| Temperatura mínima recorde (°C)                              | −19                                          | −17                                          | −12                                          | −1                                           | 4                                            | 12                                           | 13                                           | 14                                           | 2                                            | −3                                           | −8                                           | −17                                          | −19                                          |
| Precipitação (mm)                                            | 52,3                                         | 65,8                                         | 88,6                                         | 78                                           | 125                                          | 104,4                                        | 56,1                                         | 47,5                                         | 72,1                                         | 121,7                                        | 73,2                                         | 69,6                                         | 954,3                                        |
| Queda de neve média (cm)                                     | 1,3                                          | 1,5                                          | 0,3                                          | 0                                            | 0                                            | 0                                            | 0                                            | 0                                            | 0                                            | 0                                            | 0                                            | 0,8                                          | 3,8                                          |
| Dias com precipitação (≥ 0,01 pol)                           | 6,7                                          | 6,5                                          | 7,8                                          | 6,6                                          | 9,5                                          | 7,9                                          | 4,8                                          | 4,5                                          | 5,4                                          | 7,6                                          | 6,7                                          | 6,8                                          | 80,8                                         |
| Dias com neve (≥ 0,1 pol)                                    | 0,5                                          | 0,4                                          | 0,2                                          | 0                                            | 0                                            | 0                                            | 0                                            | 0                                            | 0                                            | 0                                            | 0,1                                          | 0,3                                          | 1,5                                          |
| Insolação (h)                                                | 182,9                                        | 180,8                                        | 226,3                                        | 237                                          | 257,3                                        | 297                                          | 331,7                                        | 303,8                                        | 246                                          | 229,4                                        | 183                                          | 173,6                                        | 2 848,8                                      |
| Fonte: NOAA (recordes de temperatura: 1913–presente);        |                                              |                                              |                                              |                                              |                                              |                                              |                                              |                                              |                                              |                                              |                                              |                                              |                                              |
| Fonte 2: Observatório de Hong Kong (horas de sol: 1961–1990) |                                              |                                              |                                              |                                              |                                              |                                              |                                              |                                              |                                              |                                              |                                              |                                              |                                              |

## Demografia
Desde 1900, o crescimento populacional médio, a cada dez anos, é de 36,7%.

### Censo 2020
Segundo o censo nacional de 2020, a sua população é de 1 304 379 habitantes e sua densidade populacional é de 1 483,1 hab/km². Seu crescimento populacional na última década foi de 8,9%, abaixo do crescimento estadual de 15,9%. É a terceira cidade mais populosa do Texas e a nona mais populosa dos Estados Unidos.
Possui 572 194 residências que resulta em uma densidade de 650,6 residências/km² e um aumento de 10,8% em relação ao censo anterior. Deste total, 8,5% das unidades habitacionais estão desocupadas. A média de ocupação é de 2,5 pessoas por residência.
De acordo com o censo de 2020, 41,9% da população de Dallas é branca, 23,7% negra, 17,3% mestiça, 3,7% asiática, 0,8% indígena e 0,1% nativa havaiana e de outras ilhas do Pacífico.

### Censo 2000
Segundo o censo americano de 2000, Dallas possui uma população de 1 188 580 habitantes, 451 833 residências ocupadas e 266 581 famílias. A densidade populacional da cidade é de 1 339,7 hab/km². Dallas possui um total de 484 117 residências que resultam em uma densidade de 545,7 residências/km².
Existem na cidade 451 833 residências ocupadas. 30,3% destas residências são habitadas por ao menos uma pessoa com menos de 18 anos de idade, 38,8% são ocupadas por um casal, 14,9% são famílias com uma mulher sem marido presente como chefe de família, e 41% não são famílias. 32,9% de todas as residências ocupadas são habitadas por uma única pessoa, e 6,5% são ocupadas por uma única pessoa com 65 anos de idade ou mais. Cada residência ocupada é ocupada em média por 2,58 pessoas. O tamanho médio de uma família na cidade é de 3,37 pessoas.[carece de fontes?]
26,6% da população de Dallas possui menos de 18 anos de idade, 11,8% possuem entre 18 e 24 anos de idade, 35.3% possuem entre 25 e 44 anos de idade, 17,7% possuem entre 45 e 64 anos de idade, e 8,6% da população de Dallas possui 65 anos de idade ou mais. Para cada 100 pessoas do sexo feminino existem cerca de 101,6 pessoas do sexo masculino. Para cada 100 pessoas do sexo feminino com mais de 18 anos de idade existem 100,5% pessoas do sexo masculino.[carece de fontes?]
A renda média anual de uma residência ocupada é de 37 628 dólares, e a renda média anual de uma família é de 40 921 dólares. Pessoas do sexo masculino possuem uma renda média anual de 31 149 dólares, e pessoas do sexo feminino possuem uma renda média de 28 235 dólares. A renda per capita da cidade é de 22 183 dólares. 17,8% da população de Dallas e 14,9% da população da cidade vivem abaixo da linha de pobreza. 25,1% das pessoas com menos de 18 anos de idade e 13,1% da população com 65 anos ou mais de idade vivem abaixo da linha de pobreza.[carece de fontes?]

### Religião
Religião em Dallas (2014)
A religião protestante é praticada pela maioria dos habitantes da cidade. O protestantismo possui uma grande influência em Dallas, marcada pela grande presença de igrejas metodistas e baptistas, bem como são os principais fornecedores de verbas para as duas maiores universidades da cidade. Dallas é uma das maiores cidades do chamado Bible Belt ("Cinturão Bíblico" em português), uma região localizada no sudeste dos Estados Unidos, onde o protestantismo possui forte presença na comunidade. Em grande parte devido à sua grande população hispânica, Dallas também possui uma forte comunidade católica. Atualmente, cerca de 15% dos habitantes de Dallas são católicos, e esta percentagem está aumentando rapidamente, por causa do grande número de hispânicos (que são em sua maioria católicos) que se instalam anualmente na cidade, porém anualmente vários hispânicos e latinos deixam de serem católicos e convertem-se ao protestantismo.
Dallas dispõe também de uma comunidade minoritária de islâmicos, mórmons e judeus, Atualmente cerca de 59% dos habitantes são protestantes e 15% são católicos, num total de 78% de cristãos, cerca de 4% são de outras religiões e 18% não possuem nenhuma religião (dentre ateus e agnósticos).

### Criminalidade
A maioria dos bairros da cidade possui baixíssimas taxas de criminalidade, que tendem a ser muito maiores em certas áreas especificas da cidade, como quarteirões próximos a vias expressas, e em certos conjuntos residenciais. A taxa de criminalidade em Dallas foi a segunda maior de todo o país, entre as cidades com mais de um milhão de habitantes, até 1995. Desde que Detroit, devido ao seu decrescimento populacional, saiu da lista das cidades americanas com mais de um milhão de habitantes, Dallas tem sido a cidade americana com mais de um milhão de habitantes que possui as maiores taxas de criminalidade dos Estados Unidos. Em 1995, foram registrados cerca de 280 assassinatos, sendo o mais famoso deles o assassinato da cantora americana Selena Quintanilla-Perez de 23 anos, ocorrido mês de Março deste mesmo ano no hotel Days Inn. Atualmente, Dallas registra cerca de 230 a 235 assassinatos por ano, resultando em uma taxa de homicídio de cerca de 5,5 entre 100 mil habitantes.[carece de fontes?]

## Governo e política

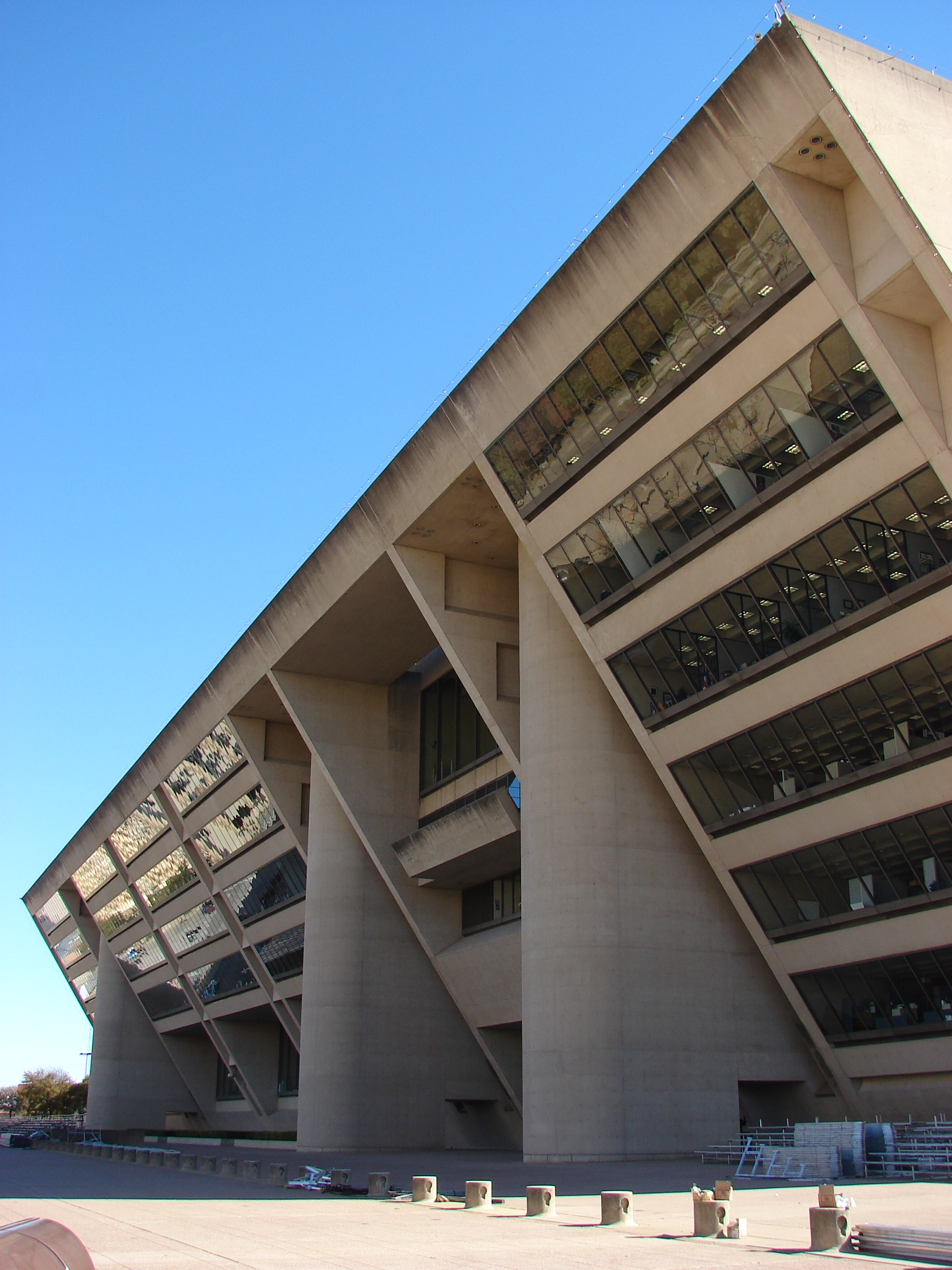
Prefeitura de Dallas.

A cidade usa um sistema de governo gerido por um conselho, com Mike Rawlings servindo como prefeito, T.C. Broadnax como gerente da cidade e 14 membros do conselho, que atuam como representantes dos 14 distritos de Dallas. Esta estrutura organizacional foi recentemente contestada por alguns a favor de um governo gerido pelo prefeito, mas isto foi rejeitado pelos eleitores. Em 1969, Anita N. Martínez tornou-se a primeira hispânica a ser aceita como membro do conselho de Dallas.
O policiamento em Dallas é fornecido predominantemente pelo Departamento de Polícia de Dallas, que tem cerca de 3 500 oficiais. O chefe de polícia de Dallas é David Brown (em 5 de maio de 2010). A sede da polícia está localizada no bairro de Cedros, no sul da cidade.
A proteção contra incêndios e serviços médicos de emergência na cidade são fornecidos pelo Departamento de Bombeiros de Dallas, que possui 1 800 bombeiros e 58 estações em funcionamento nos limites da cidade. O chefe do Departamento de Bombeiros é David Coatney.

### Relações internacionais
Dallas tem seis cidades-irmãs e cinco cidades-amigas.
Cidades-irmãs:
- Brno, República Tcheca[29]
- Dijon, França
- Monterrey, México
- Riga, Letônia
- Saratov, Rússia
- Taipei, Taiwan[30]

Cidades-amigas:
- Sendai, Japão
- Tianjin, China
- Qingdao, China
- Dalian, China
- Nanquim, China

## Economia

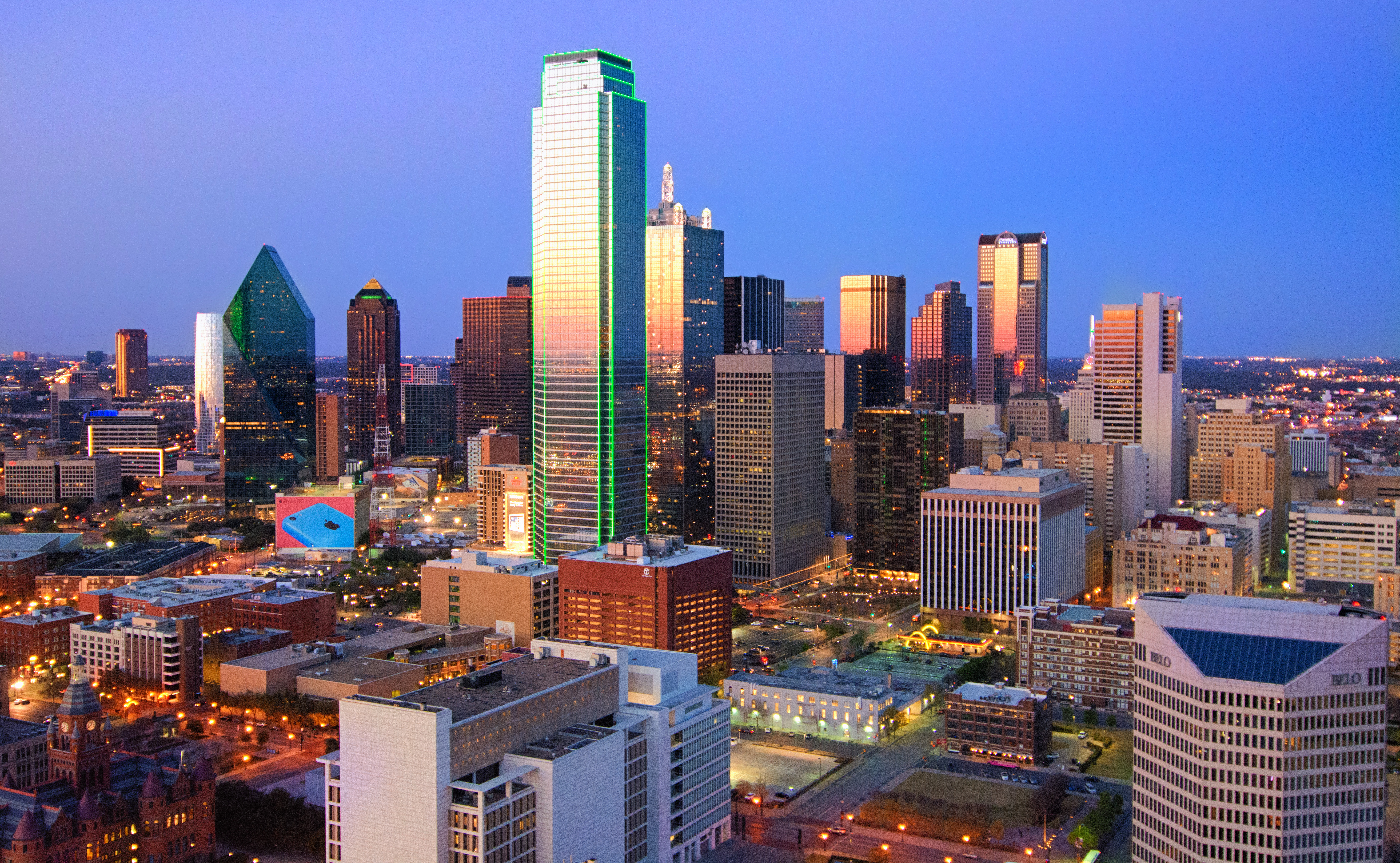
Vista do centro financeiro da cidade.

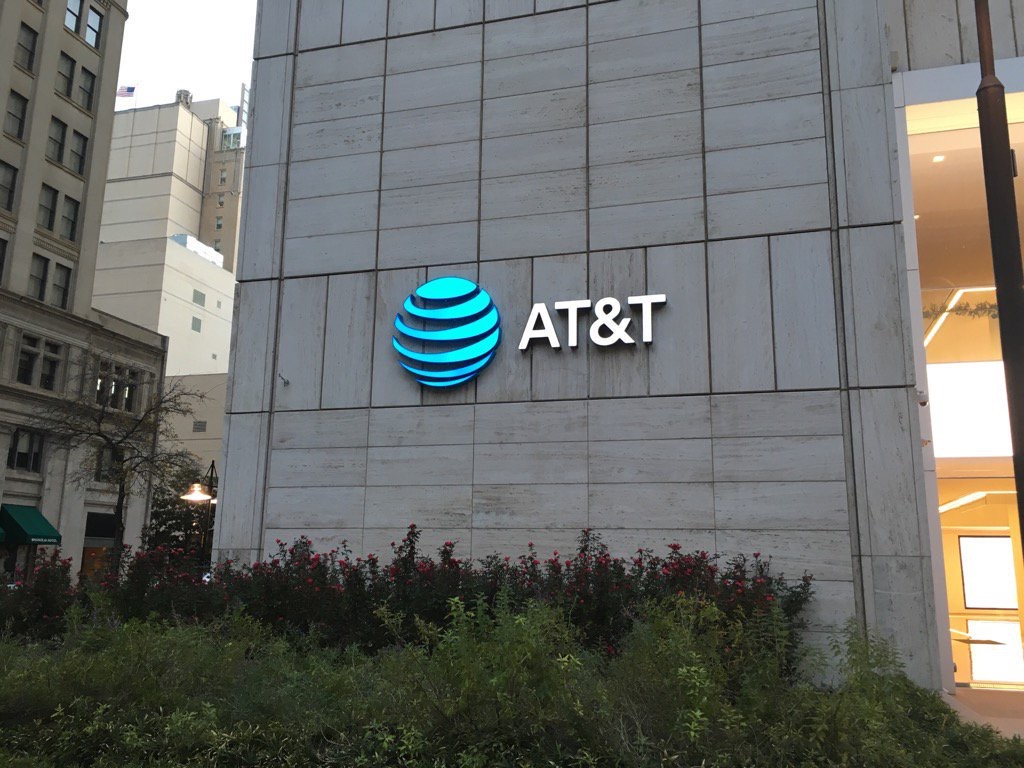
Sede da AT&T em Dallas.

Prédios comerciais vistos a partir do rio Trinity.

Em seus primórdios, Dallas confiou na agricultura, nos mercados das vizinhas Fort Worth e em sua localização privilegiada nas rotas comerciais dos nativos americanos para se sustentar. A chave do crescimento de Dallas ocorreu em 1873, com a construção de várias linhas ferroviárias através da cidade. À medida que Dallas crescia e a tecnologia se desenvolvia, o algodão tornou-se uma bênção econômica e, em 1900, Dallas era o maior mercado interno de algodão do mundo, o que a tornou uma líder na fabricação de maquinário agrícola. No início dos anos 1900, Dallas era um centro de atividade econômica em todo o sul dos Estados Unidos e foi selecionada em 1914 como sede do Décimo Primeiro Distrito da Reserva Federal. Em 1925, o Texas produziu mais do que ⅓ da safra de algodão do país, sendo que 31% do algodão texano produzido dentro de um raio de 160 km da cidade. Na década de 1930, o petróleo foi descoberto a leste de Dallas, perto de Kilgore. A proximidade de Dallas com a descoberta colocou-a imediatamente no centro do mercado petrolífero do país. As descobertas de petróleo na Bacia do Permiano, Panhandle, Costa do Golfo e Oklahoma nos anos seguintes solidificaram ainda mais a posição de Dallas como o centro do mercado petrolífero.
O fim da Segunda Guerra Mundial tornou a cidade um polo nas áres de comunicação, engenharia e produção para empresas como a Collins Radio Corporation. Décadas mais tarde, as revoluções de telecomunicações e informações ainda geram uma grande parte da economia local. A cidade às vezes é conhecida como o coração de "Pradaria do Silício", por causa de uma alta concentração de empresas de telecomunicações na região, cujo epicentro se encontra ao longo do corredor de telecomunicações localizado em Richardson, um subúrbio do norte de Dallas. A área é o lar de mais de 5 700 empresas, incluindo a Texas Instruments, Nortel, Alcatel-Lucent, AT&T, Ericsson, Fujitsu, Nokia, Rockwell Collins, Cisco Systems, Sprint, Verizon Communications e XO Communications. A Texas Instruments, grande fabricante, emprega 10 400 pessoas em suas matrizes corporativas em Dallas.
Na década de 1980, Dallas era um viveiro imobiliário, com a crescente população metropolitana trazendo consigo uma demanda por novas habitações e escritórios. Vários dos maiores edifícios do centro de Dallas são fruto desse boom, mas a super-especulação, a crise da poupança, do empréstimo e do petróleo acabou com o boom de construção civil dos anos 1980, bem como em sua irmã Houston. Entre o final da década de 1980 eo início dos anos 2000, o centro de Dallas passou por um lento período de crescimento. No entanto, desde o início dos anos 2000, o núcleo central de Dallas tem desfrutado de um crescimento constante e significativo, que abrange tanto a criação de edifícios comerciais como de usos residenciais e hoteleiros, bem como a construção de novas torres residenciais e de escritórios.
Uma queda súbita no preço do petróleo em meados de 2014 e ao longo de 2015 não afetou Dallas devido à natureza altamente diversificada de sua economia. Dallas e sua área metropolitana continuam a passar por uma forte demanda de locação, arrendamento de escritórios, shopping center, armazéns e espaços industriais, com o crescimento geral do emprego permanecendo muito robusto. As cidades e regiões dependentes do petróleo sentiram efeitos significativos da recessão, mas o crescimento de Dallas continuou sem cessar, fortalecendo em 2015. Mudanças de significativas sedes corporativas para a área (como exemplificado pela decisão da Toyota de deixar a Califórnia e estabelecer sua nova sede norte-americana na região de Dallas), juntamente com expansões significativas de escritórios regionais de várias corporações, estão ajudando a impulsionar a economia local. Dallas lidera entre as maiores cidades do Texas no ranking de Forbes de 2015 como "o melhor lugar para negócios e carreiras".
A metrópole Dallas-Fort Worth tem uma das maiores concentrações de sedes corporativas de empresas de capital aberto nos Estados Unidos. A lista anual Fortune 500 da Fortune Magazine indica que a cidade de Dallas tem 9 empresas listadas, enquanto sua região metropolitana tem, ao todo, 22 sedes, o que reflete o forte crescimento contínuo na economia metropolitana em 20 anos. Dallas-Fort Worth agora representa a maior concentração de sedes da Fortune 500 no estado do Texas, seguida da Grande Houston.

## Infraestrutura

### Transportes

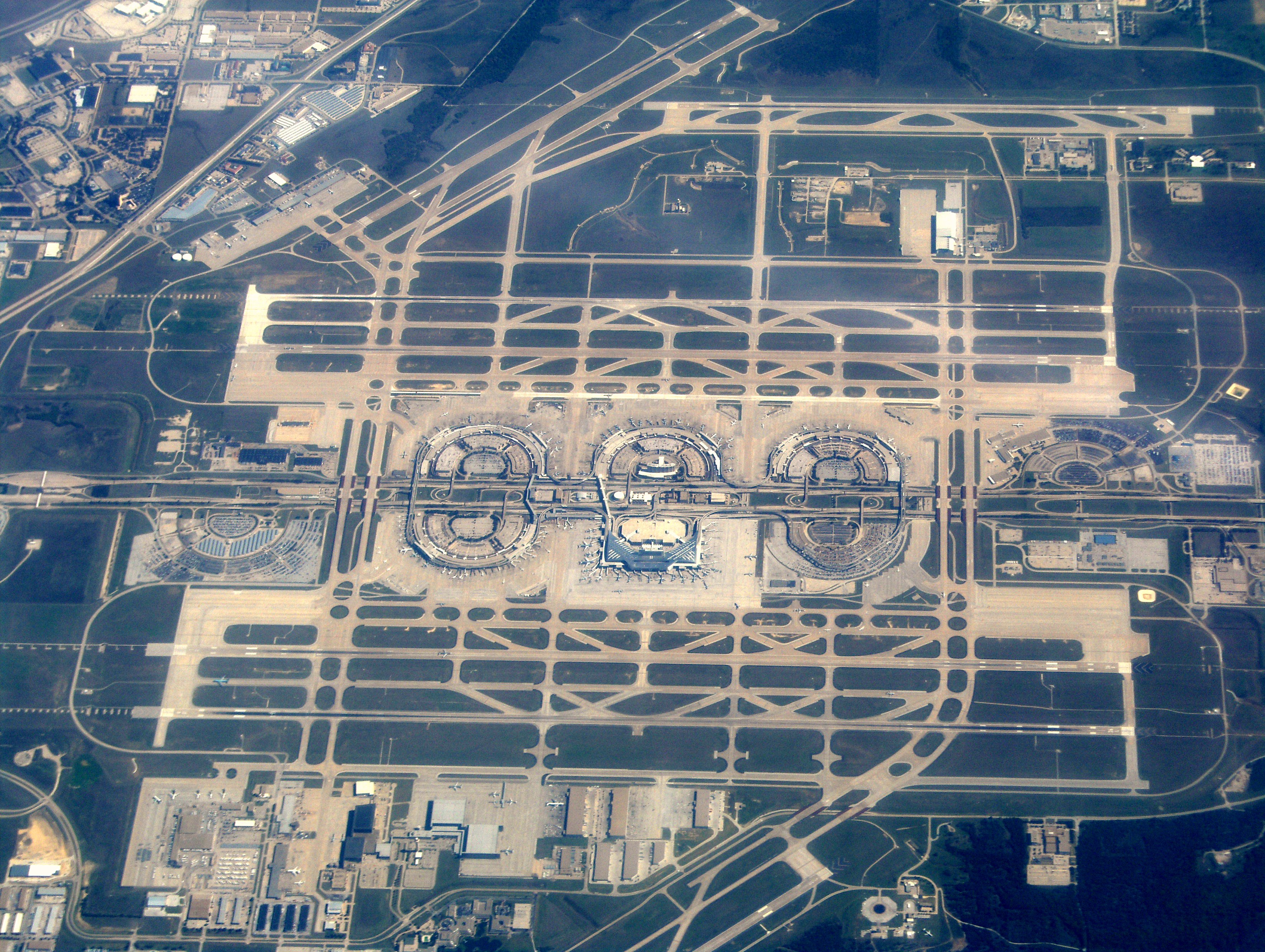
A maior parte dos passageiros indo e vindo para Dallas usam o Aeroporto Internacional de Dallas-Fort Worth.

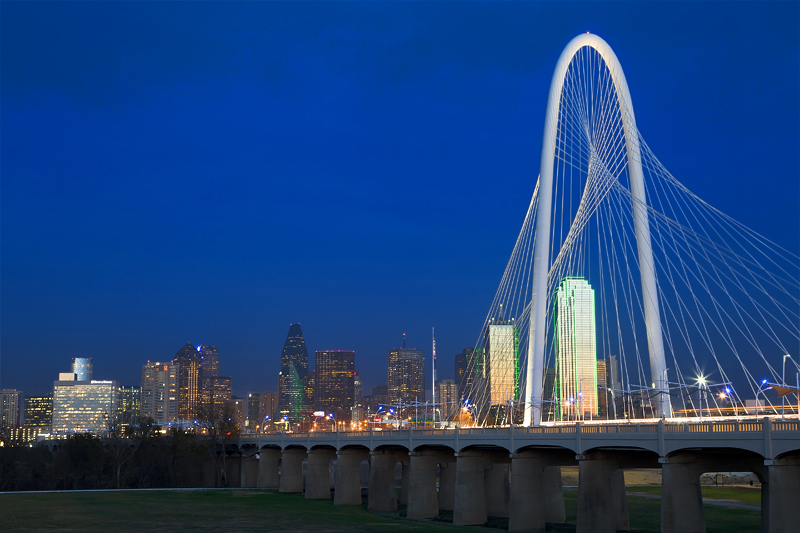
Ponte Margaret Hunt Hill, no rio Trinity.

Dallas é um dos maiores polos aeroportuários dos Estados Unidos. A região metropolitana de Dallas possui dois grandes aeroportos comerciais: o Aeroporto Internacional de Dallas-Fort Worth e o Aeroporto de Dallas Love Field. Além disso, o Aeroporto Executivo de Dallas é um aeroporto de aviação geral, localizado no subúrbio de Addison, a cerca de 15 quilómetros do centro financeiro de Dallas e a dois quilómetros de Dallas. Outros quatro aeroportos de aviação geral estão localizados em diferentes cidades da região metropolitana de Dallas. O Aeroporto Internacional de Dallas-Fort Worth está localizado entre Dallas e Fort Worth, quase exactamente equidistante do centro financeiro de ambas as cidades e foi inaugurado em 1973. Em termos de tamanho, este aeroporto é o maior do estado de Texas, o segundo maior dos Estados Unidos e o terceiro maior do mundo. Em termos de tráfego de passageiros, o Aeroporto Internacional de Dallas-Fort Worth é o mais movimentado do estado, o quarto mais movimentado nos Estados Unidos e o sexto mais movimentado do mundo. O Aeroporto Internacional de Dallas-Fort Worth é o principal centro operacional da American Airlines, a maior linha aérea do mundo. O Love Field está localizado dentro de Dallas, a cerca de 10 km a noroeste do centro financeiro da cidade. Foi o primeiro aeroporto comercial a servir a cidade, e o principal aeroporto da região metropolitana de Dallas até à década de 1970, quando a grande maioria das linhas aéreas que operavam em Love Field se mudaram para o Aeroporto Internacional de Dallas-Fort Worth. A Southwest Airlines, uma linha aérea criada em Dallas em 1971, é a única linha aérea de grande porte a operar em Love Field. Esta é um dos centro operacional secundário da Southwest.
Dallas é um grande polo rodoviário. Sete rodovias inter-estaduais e cinco rodovias estaduais conectam Dallas com seus subúrbios e com o resto do país. Dez destas rodovias são vias expressas. A extensão total das vias expressas de Dallas é de aproximadamente 200 quilómetros. A grande maioria destas vias expressas partem do centro de Dallas em direcção aos subúrbios. No centro, estas vias conectam-se entre si, formando um anel rodoviário. Dentro deste anel está localizada o centro financeiro de Dallas. A via expressa L. B. Johnson, porém, forma um grande anel rodoviário em torno da cidade, cortando o sul e o norte de Dallas.[carece de fontes?]
O Dallas Aera Rapid Transit (DART) é uma companhia municipal de Dallas que administra um sistema de transporte público que atende Dallas e 12 cidades vizinhas. O DART administra um sistema de rotas de comboios (urbano ou inter-urbanos), um sistema de light rail e trens inter-urbanos, que conectam Dallas com cidades vizinhas. Dallas tornou-se uma grande cidade durante a década de 1870 graças à inauguração de duas ferrovias na cidade, o que permitiu o transporte de produtos agro-pecuário da região para outras localidades, bem como a compra de produtos de outras localidades para a região, assim, estimulando o comércio da cidade. Dallas é presentemente o maior polo ferroviário do centro-sul dos Estados Unidos.[carece de fontes?]

### Educação

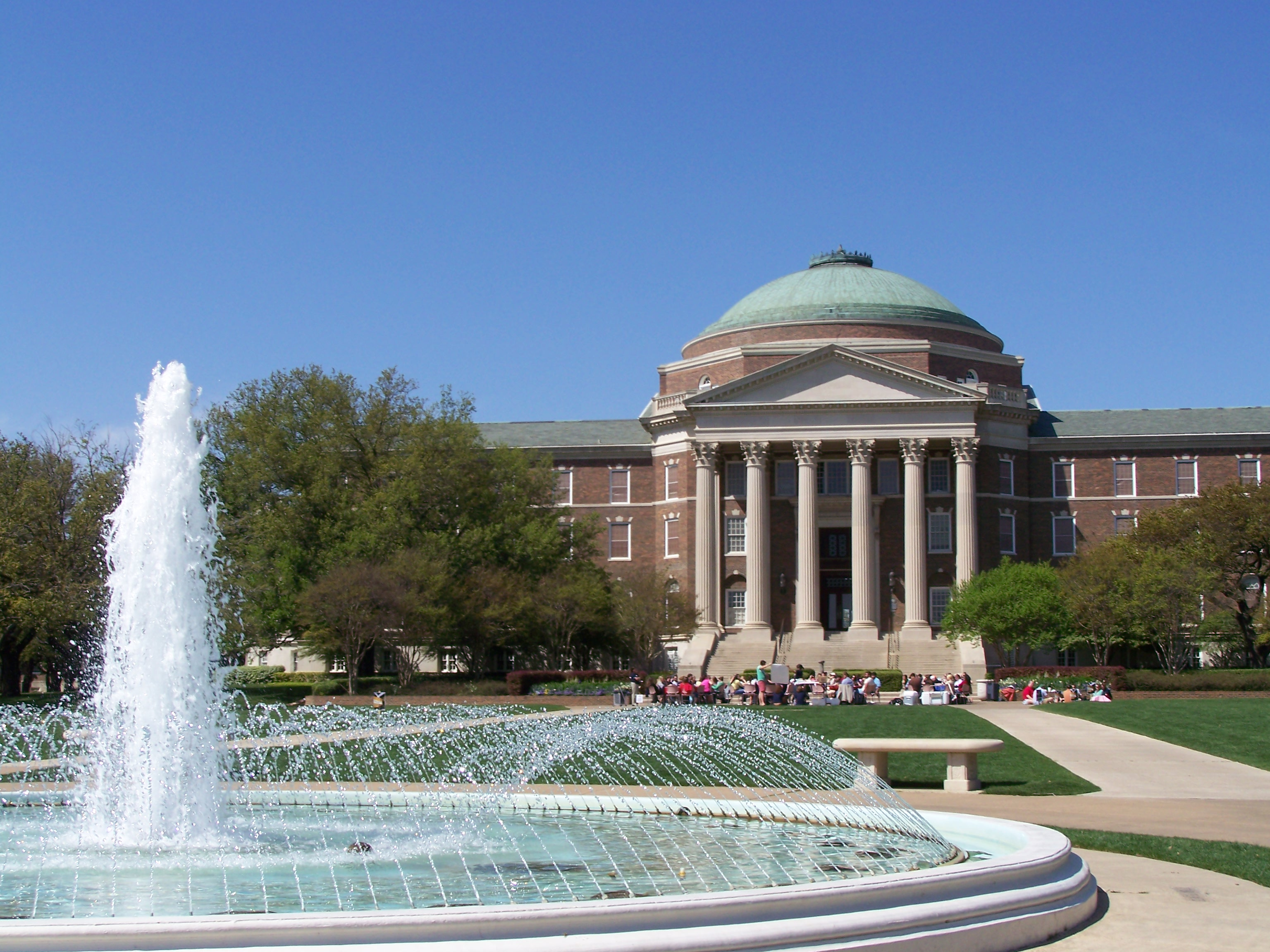
Universidade Metodista Meridional.

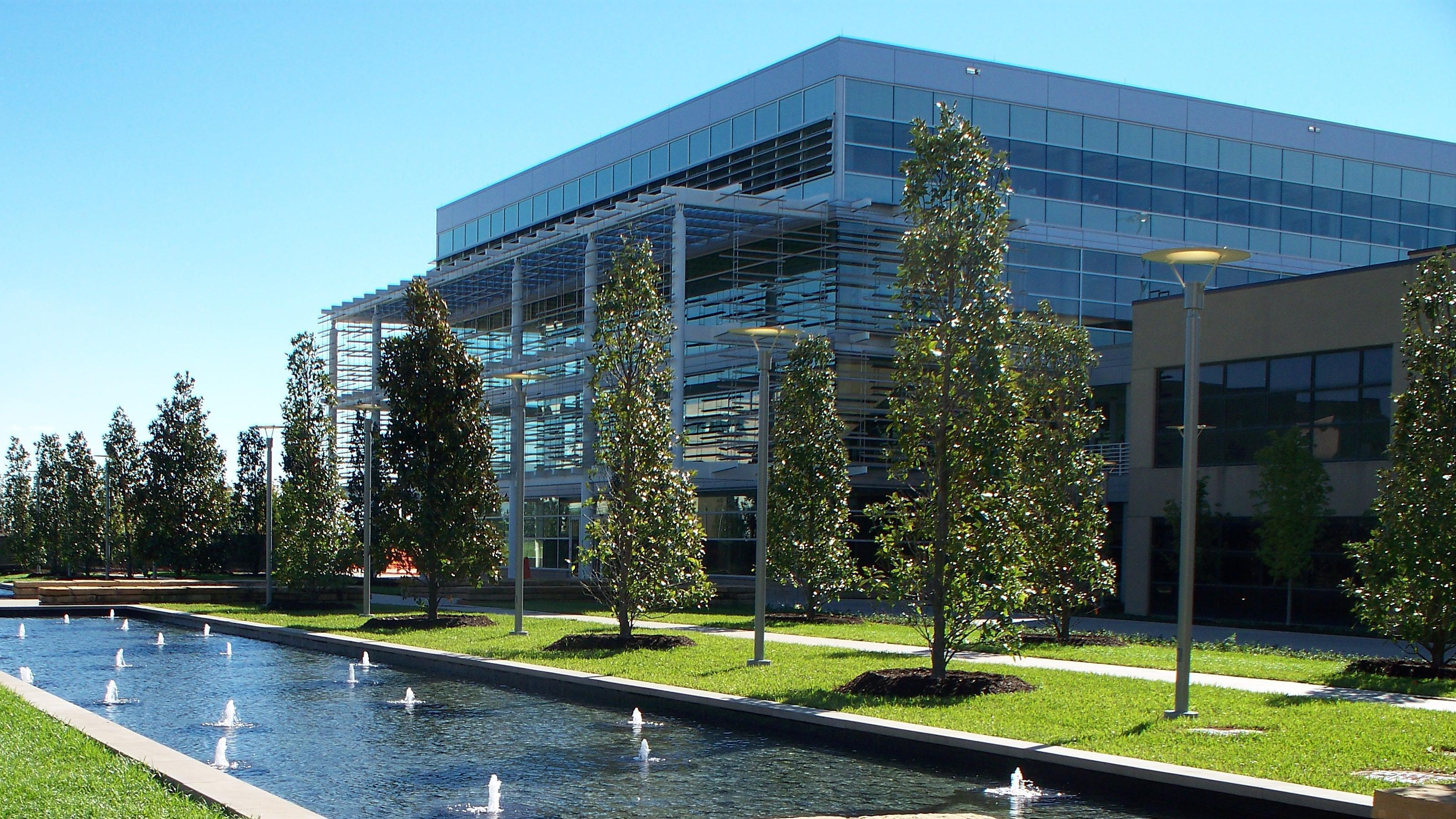
Universidade do Texas em Dallas.

A maior parte das escolas públicas de Dallas é administrada pela Dallas Independent School District (Distrito Independente de Escolas de Dallas). Este distrito educacional também administra escolas em outras cidades vizinhas. O Distrito Independente de Escolas de Dallas administra um dos maiores sistemas de escolas públicas de todo os Estados Unidos. No total, são cerca de 200 escolas que fornecem educação para aproximadamente 140 mil estudantes (dados somente válidos para a cidade de Dallas; incluindo-se todas as escolas administradas pelo Distrito Independente de Escolas de Dallas, este número sobe para cerca de 160 mil estudantes). A maior parte das crianças e adolescentes que estudam neste Distrito são hispânicos ou afro-americanos. O fornecimento de educação pública em certas regiões da cidade são de responsabilidade de outros distritos escolares, administrados por outras cidades ou condados. A cidade possui cerca de 110 escolas privadas, que são responsáveis pela educação de cerca de 120 mil estudantes, a maioria, brancos.[carece de fontes?]
O sistema municipal de bibliotecas públicas de Dallas é constituída por uma biblioteca central, de grande porte, e por cerca de 40 outras bibliotecas de menor porte espalhadas pela cidade. A instituição de educação superior mais antiga da região metropolitana de Dallas é a Universidade Sulista Metodista, fundada em 1911. A maior universidade da cidade é a Universidade de Dallas, seguida pela Universidade do Texas em Austin. Outras 11 instituições de educação superior, entre universidades, faculdades e escolas politécnicas, estão localizadas na cidade ou em sua região metropolitana. Outra instituição importante, especialmente aos protestantes, é o Christ For The Nations Institute ou CFNI. Um seminário Teológico Interdenominacional que atrai jovens de todo o mundo para treino e preparo intensivos na área ministerial.[carece de fontes?]

### Telecomunicações
São publicadas em Dallas dez jornais. Deles, apenas um, o Dallas Morning News, é diário. Dallas possui cerca de 25 estações de rádio (com um total de 50 em sua região metropolitana), e 15 estações de televisão (com mais de 30 em sua região metropolitana).[carece de fontes?]
Dallas é um centro operacional secundário de grandes companhias de televisão americanas, tais como a CBS, a American Broadcasting Company, a NBC e a Fox Broadcasting Company. Isto é de grande valia caso problemas ocorram nos principais centros operacionais destas companhias (os centros operacionais das companhias citadas acima estão todas localizadas em Nova Iorque).[carece de fontes?]

## Cultura

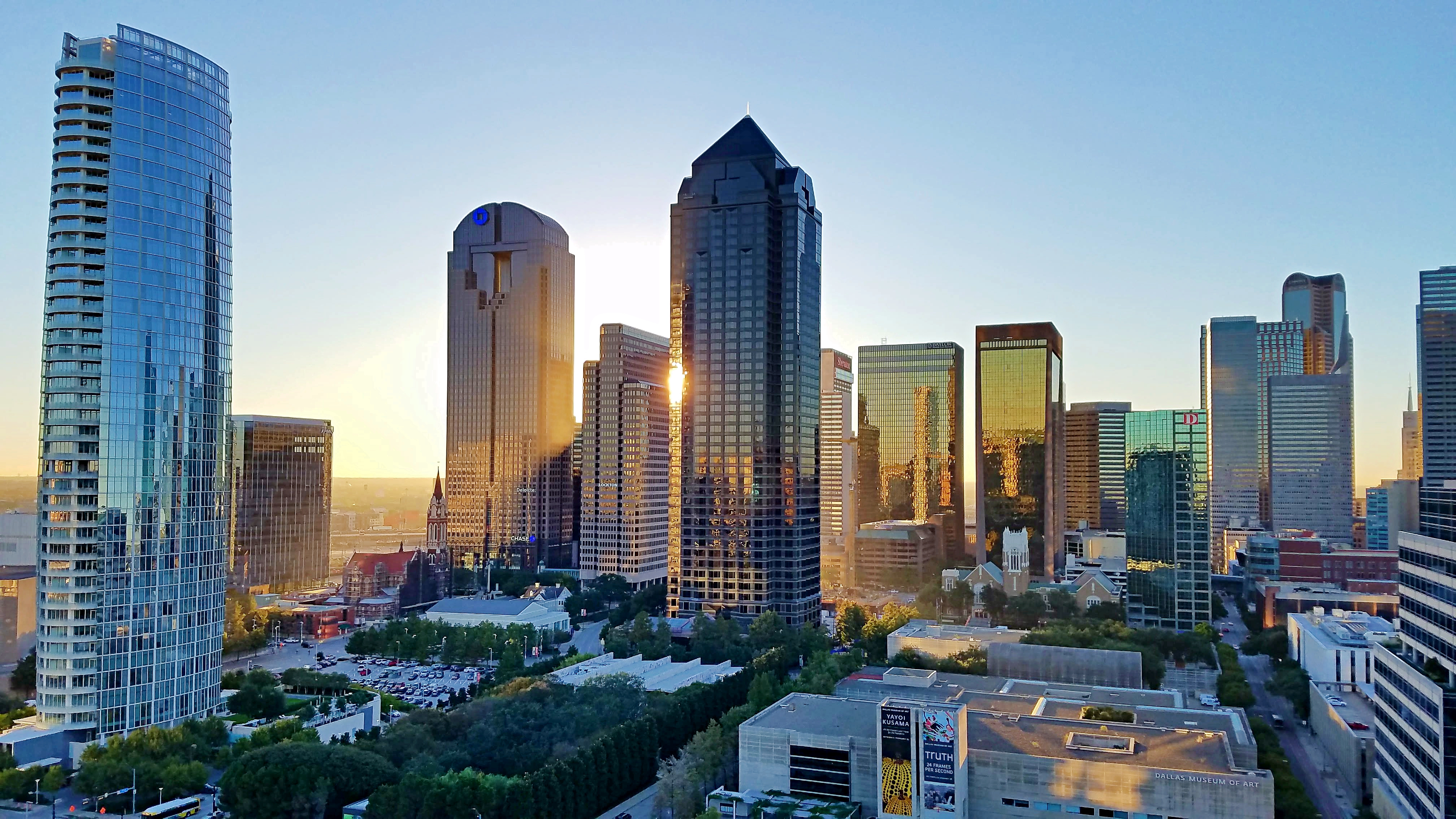
Bairro de Artes de Dallas.

Museu Perot.

A reputação dos habitantes de Dallas é de que os próprios consideram-se a si próprios mais sofisticados do que outros habitantes do Texas, especialmente Fort Worth. A forte economia de Dallas atraiu imigrantes de diversas partes do mundo, inclusive de diversos estados americanos. Os habitantes de Dallas almoçam ou jantam fora de casa cerca de quatro vezes por semana, a terceira maior taxa do país.[carece de fontes?]
Juntamente com Houston, Dallas é um dos dois centros económicos primários do Texas. Por causa disso, Dallas e Houston possuem uma rivalidade amistosa, que data desde o começo do século XX. Certas características destas cidades são muitas vezes comparadas. Uma destas comparações é a população de ambas as cidades - similares à escala mundial, Houston dispõe de uma maior população municipal, porém, de uma menor densidade populacional. Dallas, por sua vez, dispõe de uma maior população em sua região metropolitana.[carece de fontes?]
Outra comparação é sobre os verões de Dallas e de Houston. Os texanos geralmente concordam que Houston é significativamente mais húmido e que Dallas é um ligeiramente mais quente, embora a maior humidade de Houston dê à última, por vezes, maiores temperaturas aparentes. Outras características muitas vezes comparadas são atracções culturais e equipes desportivas.[carece de fontes?]
A região de Deep Ellum é uma área a leste do centro da cidade que tem sido historicamente o centro da contra-cultura na cidade, com sua variedade de bares e clubes, oferecendo espetáculos regulares de música e o menu por vezes inusitado dos bares e restaurantes da região. Deep Ellum é uma região especialmente popular entre os jovens da cidade.[carece de fontes?]

### Esportes

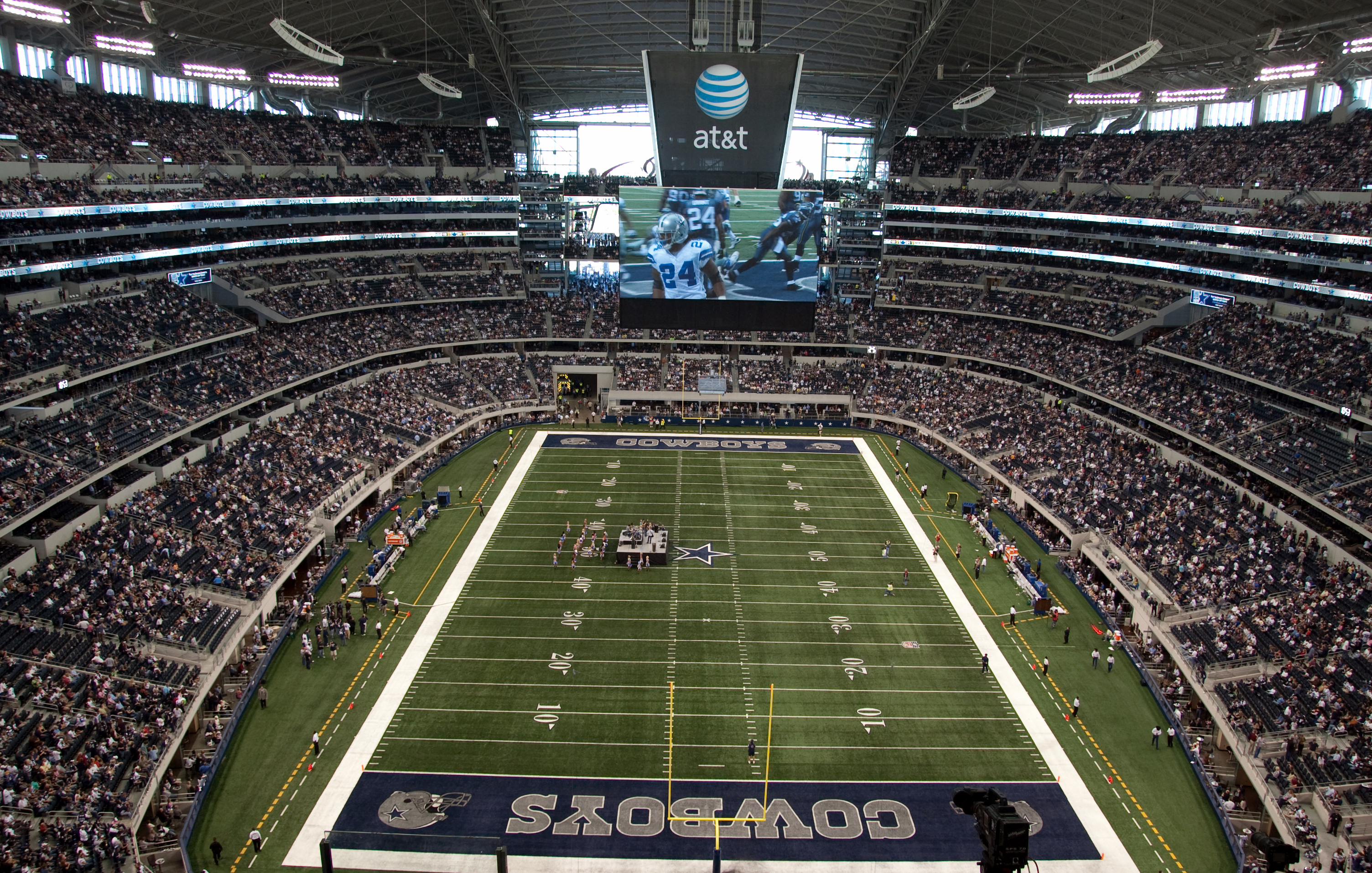
AT&T Stadium, casa dos Dallas Cowboys.

Dallas é a casa das seguintes equipes desportivas profissionais:
- Dallas Cowboys, futebol americano (Natonal Football League)
- Dallas Mavericks, basquete (National Basketball Association)
- Dallas Stars, hóquei sobre o gelo (National Hockey League)
- Texas Rangers, beisebol (Major League Baseball)
- FC Dallas, futebol (Major League Soccer)

### Bibliográficas
- Herbert E. Bolton, Athanase de Mezieres and the Louisiana-Texas Frontier 1768–1780, Cleveland: Arthur H. Clark Company, 1914.
- John William Rogers, The Lusty Texans of Dallas, E. P. Dutton, 1951.
- Jim Schutze, The Accommodation: The Politics of Race in an American City, New York: Citadel Press, 1987.
- Nancy Smith, Dallas International with J.R.Ewing, Outskirts Press, 2012.
- Nancy Smith, Dallas Celebrity in the Glamorous 1980s Era of Ronald and Nancy Reagan, Denver: Outskirts, 2016.
- Roy H. Williams and Kevin James Shay, And Justice for All: The Untold History of Dallas, Fort Worth: CGS, 1999.